# Granelero
Un granelero (en inglés bulk carriers) es un barco que se dedica al transporte de cargas secas a granel. Suele tratarse de un buque mercante de gran tamaño (hasta 200 000 tonelaje de peso muerto —TPM—), superando en algunos casos los 300 m de eslora, que normalmente navega a baja velocidad.

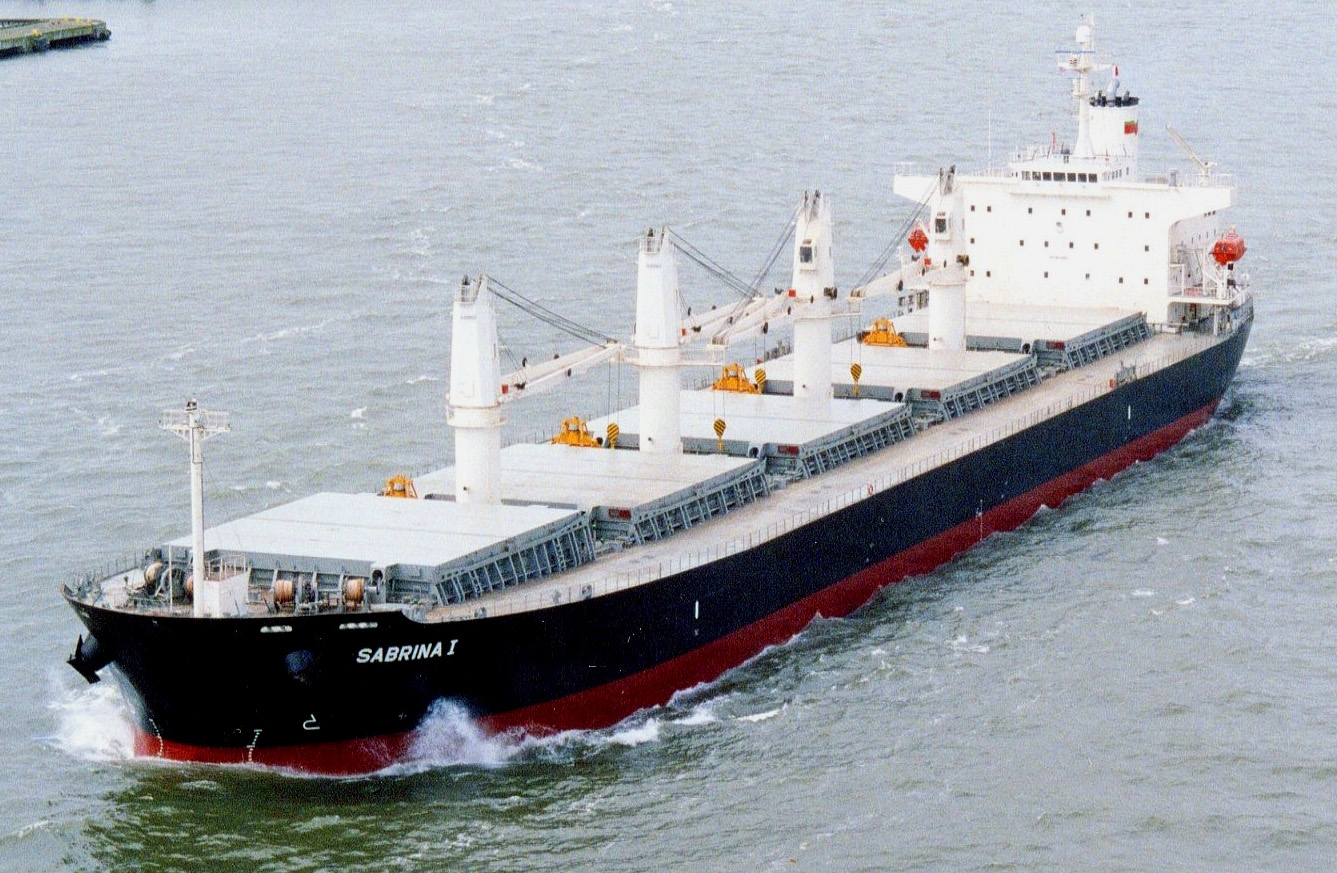
El moderno granelero Sabrina I, de tamaño Handymax.

 Estos buques de transporte de carga sólida a granel son fácilmente identificables por tener una única cubierta corrida con varias escotillas (normalmente impares) y unas correderas a uno o ambos lados por donde corren la tapa o tapas de las escotillas.
Los graneleros tipo panamax, como el resto de familias de este tipo de buques, tienen el máximo tamaño permitido para pasar por el canal de Panamá, con una serie de limitaciones de calado y manga, lo que equivale a 60-70 000 toneladas de peso muerto.
Pueden transportar cereales, minerales o cargas mixtas (oil/bulk/ore carrier) (cargas secas y crudo). En el caso del transporte de cargas pesadas, sus bodegas están reforzadas para resistir golpes.

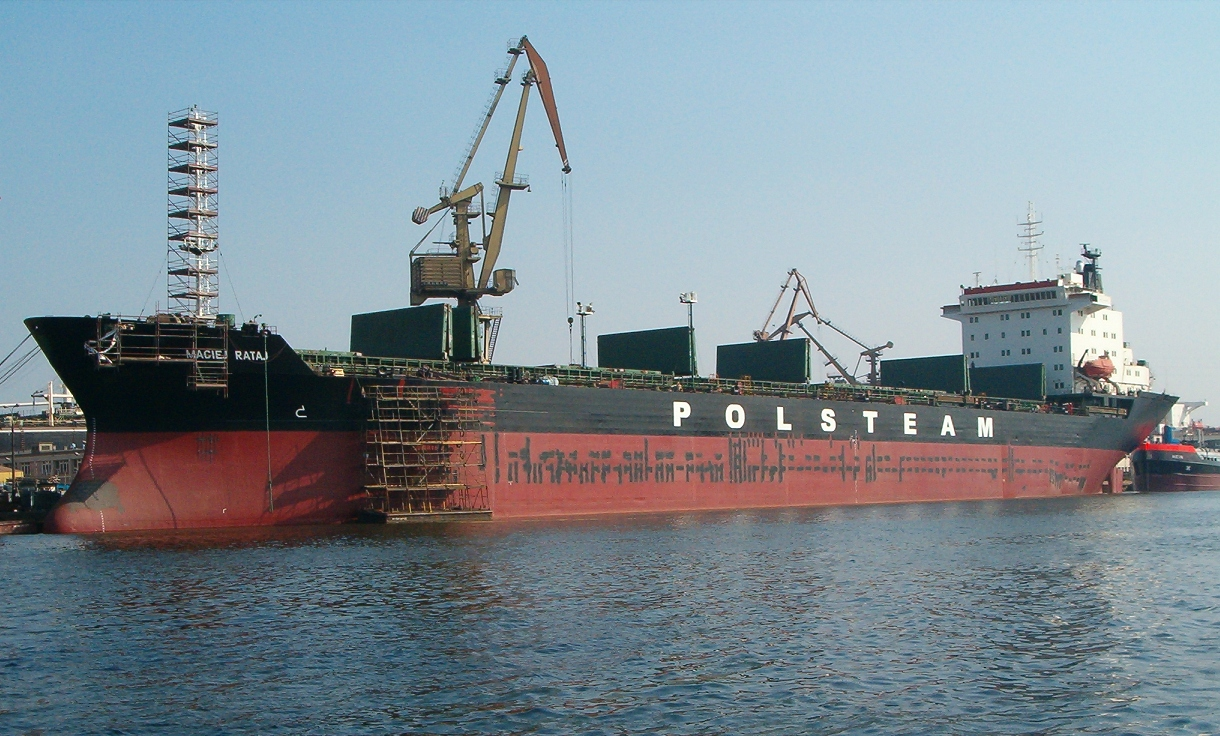
El carguero a granel Maciej Rataj.

Los cementeros y alumineros son un tipo especial de graneleros o bulk carrier, ya que son muy especializados. Suelen ser pequeños (6000 TPM) y tienen medios propios de carga y descarga mediante tuberías por medios neumáticos.